# Iraan
Iraan ist eine City im Pecos County im US-Bundesstaat Texas. Das U.S. Census Bureau hat bei der Volkszählung 2020 eine Einwohnerzahl von 1.055 ermittelt. Der Ort wurde nach Ira und Ann Yates benannt, den Besitzern des Landes, auf dem die Stadt errichtet wurde.

## Geographie
Die Kleinstadt liegt im mittleren Westen von Texas 26 Kilometer nordwestlich von Sheffield (Texas) an der Kreuzung des State Highway 349 und des US Highway 190 in einer Flussschleife des Pecos River.

## Geschichte
Nachdem 1926 das Yates Ölfeld im Pecos County entdeckt worden war, wurde von der das Ölfeld erschließenden Ölfirma in unmittelbarer Nähe des Ölvorkommens eine Stadt errichtet, die zur Versorgung der Arbeiter dienen sollte. 1927 wurde von der Ohio Oil Company die Infrastruktur des Ortes aufgebaut, und 1930 war die Einwohnerzahl des Ortes bereits bei 1.600.
Noch vor der Errichtung von Iraan entstand bereits 1926 etwa fünf Kilometer südlich direkt neben der Ranch von Ira Yates ein erstes Lager von Ölarbeitern, das Redbarn hieß. Dieses zumeist aus Zelten bestehende Lager existierte bis 1952, als Yates der Stadt Iraan einen halben Quadratkilometer Land schenkte, damit die Stadt sich weiterentwickeln könne. In diesem Zusammenhang wurde das Lager Redbarn aufgelöst.
Mit dem Rückgang der Ölförderung sank die Zahl der Einwohner auf 951 im Jahre 1967. Wegen der starken Ölnachfrage in den 1970er und 1980er Jahren stieg die Einwohnerzahl des Ortes auf 1.358 im Jahre 1986, danach sank die Bevölkerung von 1.322 im Jahr 1990 auf 1.238 in 2000. Seitdem blieb die Einwohnerzahl relativ konstant und lag 2010 bei 1.229.